# Sukajadi (Pondok Salam)
Sukajadi is een bestuurslaag in het regentschap Purwakarta van de provincie West-Java, Indonesië. Sukajadi telt 2470 inwoners (volkstelling 2010).